# 12e étape du Tour de France 2022
Pour un article plus général, voir Tour de France 2022.
La 12e étape du Tour de France 2022 se déroule le jeudi 14 juillet 2022 entre Briançon et l'Alpe d'Huez, sur une distance de 165,1 kilomètres.

## Parcours
Au lendemain de l'arrivée au col de Granon, les coureurs repartent de Briançon. Le sprint intermédiaire se situe au Monêtier-les-Bains (km 11,8). Identique à celle de 1986, la 12e étape du Tour de France 2022 quitte les Hautes-Alpes pour retrouver la Savoie par la première partie du triptyque au programme, le col du Galibier (23 km à 5,1 %, hors catégorie). Pour la deuxième fois de l'histoire, après le Tour de France 2011, ce col mythique est emprunté à deux reprises au cours d'une même édition.
Après une longue descente par Valloire et le col du Télégraphe (non répertorié par son versant sud) vers la vallée de la Maurienne, les coureurs entament la deuxième ascension de la journée, le col de la Croix-de-Fer (29 km à 5,2 %, hors catégorie), depuis Saint-Jean-de-Maurienne.
Enfin, la ligne d'arrivée prend place au sommet de l'Alpe d'Huez (13,8 km à 8,1 %, hors catégorie), ultime ascension de la journée. Pour la dernière fois emprunté sur la 12e étape du Tour de France 2018, la station de sport d'hiver et d'été iséroise marque son grand retour sur les routes du Tour.

## Déroulement de la course
Dès le kilomètre zéro, plusieurs coureurs se montrent intéressés à la formation de l'échappée. Six coureurs composent le groupe de front : l'Américain Neilson Powless (EF Education-EasyPost), l'Autrichien Sebastian Schönberger (B&B Hotels-KTM), le Belge Kobe Goossens (Intermarché-Wanty-Gobert Matériaux), les deux Français Matis Louvel (Arkéa-Samsic) et Anthony Perez (Cofidis) et le Portugais Nélson Oliveira (Movistar).
Au sprint intermédiaire du Monêtier-les-Bains (km 11,8), Goossens devance Oliveira avec deux minutes d'avance sur le peloton, précédé par le maillot vert belge Wout van Aert (Jumbo-Visma). Trois coureurs, partis en contre, tentent de revenir sur les hommes de tête : le Britannique, quadruple vainqueur du Tour, Christopher Froome (Israel-Premier Tech), l'Italien Giulio Ciccone (Trek-Segafredo) et le Sud-Africain Louis Meintjes (Intermarché-Wanty Gobert Matériaux). Au col du Galibier (23 km à 5,1 %, hors catégorie), Anthony Perez passe seul en tête, avec vingt-cinq secondes d'avance sur le trio Ciccone - Meintjes - Powless. Sorti du peloton, le Britannique Thomas Pidcock (Ineos Grenadiers) fait la descente et rejoint l'échappée.
Au pied du col de la Croix-de-Fer (29 km à 5,2 %, hors catégorie), seul Matis Louvel manque à l'appel dans l'échappée. À cinq kilomètres du sommet et sous l'impulsion de Tom Pidcock, l'échappée se disperse : le coureur britannique d'Ineos Grenadiers est accompagné de Ciccone, Froome, Meintjes et Powless. Au sommet, Giulio Ciccone passe en tête devant Neilson Powless, avec un avantage de quatre minutes et quinze secondes sur le groupe maillot jaune.
Au pied de l'Alpe d'Huez (13,8 km à 8,1 %, hors catégorie), le groupe reconstitué des cinq échappés (Pidcock, Ciccone, Froome, Meintjes et Powless) compte six minutes et vingt secondes d’avance sur le peloton maillot jaune encore constitué d'une quarantaine de coureurs. Tom Pidcock attaque à 10,6 km de la ligne d’arrivée et s'isole en tête. Le peloton s'amoindrit au gré des épingles pour ne plus compter que cinq unités à 5 km du sommet : le maillot jaune Jonas Vingegaard emmené par son équipier américain Sepp Kuss, Tadej Pogačar, Enric Mas et Geraint Thomas. Un peu plus haut, le duel Pogačar-Vingegaard a bien lieu mais les deux hommes ne parviennent pas à se distancer. À l'avant, Tom Pidcock conserve une bonne marge pour l'emporter devant trois de ses quatre compagnons d'échappée.

## Résultats

### Classement de l'étape
| Classement de la 12e étape | Classement de la 12e étape | Classement de la 12e étape | Classement de la 12e étape         | Classement de la 12e étape |
|                            | Coureur                    | Pays                       | Équipe                             | Temps                      |
| -------------------------- | -------------------------- | -------------------------- | ---------------------------------- | -------------------------- |
| 1er                        | Tom Pidcock                | Grande-Bretagne            | Ineos Grenadiers                   | en 4 h 55 min 24 s         |
| 2e                         | Louis Meintjes             | Afrique du Sud             | Intermarché-Wanty-Gobert Matériaux | + 48 s                     |
| 3e                         | Christopher Froome         | Grande-Bretagne            | Israel-Premier Tech                | + 2 min 6 s                |
| 4e                         | Neilson Powless            | États-Unis                 | EF Education-EasyPost              | + 2 min 29 s               |
| 5e                         | Tadej Pogačar              | Slovénie                   | UAE Team Emirates                  | + 3 min 23 s               |
| 6e                         | Jonas Vingegaard           | Danemark                   | Jumbo-Visma                        | + 3 min 23 s               |
| 7e                         | Geraint Thomas             | Grande-Bretagne            | Ineos Grenadiers                   | + 3 min 23 s               |
| 8e                         | Enric Mas                  | Espagne                    | Movistar                           | + 3 min 26 s               |
| 9e                         | Sepp Kuss                  | États-Unis                 | Jumbo-Visma                        | + 3 min 26 s               |
| 10e                        | Giulio Ciccone             | Italie                     | Trek-Segafredo                     | + 3 min 32 s               |
| modifier                   |                            |                            |                                    |                            |

### Bonifications en temps
|   | Coureur            | Pays            | Équipe                             | Secondes |
| - | ------------------ | --------------- | ---------------------------------- | -------- |
| 1 | Tom Pidcock        | Grande-Bretagne | Ineos Grenadiers                   | 10 s     |
| 2 | Louis Meintjes     | Afrique du Sud  | Intermarché-Wanty-Gobert Matériaux | 6 s      |
| 3 | Christopher Froome | Grande-Bretagne | Israel-Premier Tech                | 4 s      |

### Points attribués
| Sprint intermédiaire Le Monêtier-les-Bains (km 11,8) | Sprint intermédiaire Le Monêtier-les-Bains (km 11,8) | Sprint intermédiaire Le Monêtier-les-Bains (km 11,8) | Sprint intermédiaire Le Monêtier-les-Bains (km 11,8) | Sprint intermédiaire Le Monêtier-les-Bains (km 11,8) |
| ---------------------------------------------------- | ---------------------------------------------------- | ---------------------------------------------------- | ---------------------------------------------------- | ---------------------------------------------------- |
|                                                      | Coureur                                              | Pays                                                 | Équipe                                               | Point(s)                                             |
| 1er                                                  | Kobe Goossens                                        | Belgique                                             | Intermarché-Wanty-Gobert Matériaux                   | 20                                                   |
| 2e                                                   | Nélson Oliveira                                      | Portugal                                             | Movistar                                             | 17                                                   |
| 3e                                                   | Matis Louvel                                         | France                                               | Arkéa-Samsic                                         | 15                                                   |
| 4e                                                   | Sebastian Schönberger                                | Autriche                                             | B&B Hotels-KTM                                       | 13                                                   |
| 5e                                                   | Neilson Powless                                      | États-Unis                                           | EF Education-EasyPost                                | 11                                                   |
| 6e                                                   | Anthony Perez                                        | France                                               | Cofidis                                              | 10                                                   |
| 7e                                                   | Wout van Aert                                        | Belgique                                             | Jumbo-Visma                                          | 9                                                    |
| 8e                                                   | Matteo Jorgenson                                     | États-Unis                                           | Movistar                                             | 8                                                    |
| 9e                                                   | Jasper Philipsen                                     | Belgique                                             | Alpecin-Deceuninck                                   | 7                                                    |
| 10e                                                  | Christopher Froome                                   | Grande-Bretagne                                      | Israel-Premier Tech                                  | 6                                                    |
| 11e                                                  | Alexis Gougeard                                      | France                                               | B&B Hotels-KTM                                       | 5                                                    |
| 12e                                                  | Pierre Latour                                        | France                                               | TotalEnergies                                        | 4                                                    |
| 13e                                                  | Michael Woods                                        | Canada                                               | Israel-Premier Tech                                  | 3                                                    |
| 14e                                                  | Thibaut Pinot                                        | France                                               | Groupama-FDJ                                         | 2                                                    |
| 15e                                                  | Louis Meintjes                                       | Afrique du Sud                                       | Intermarché-Wanty-Gobert Matériaux                   | 1                                                    |
| modifier                                             |                                                      |                                                      |                                                      |                                                      |

| Arrivée d'étape Alpe d'Huez (km 165,1) | Arrivée d'étape Alpe d'Huez (km 165,1) | Arrivée d'étape Alpe d'Huez (km 165,1) | Arrivée d'étape Alpe d'Huez (km 165,1) | Arrivée d'étape Alpe d'Huez (km 165,1) |
| -------------------------------------- | -------------------------------------- | -------------------------------------- | -------------------------------------- | -------------------------------------- |
|                                        | Coureur                                | Pays                                   | Équipe                                 | Point(s)                               |
| 1er                                    | Tom Pidcock                            | Grande-Bretagne                        | Ineos Grenadiers                       | 20                                     |
| 2e                                     | Louis Meintjes                         | Afrique du Sud                         | Intermarché-Wanty-Gobert Matériaux     | 17                                     |
| 3e                                     | Christopher Froome                     | Grande-Bretagne                        | Israel-Premier Tech                    | 15                                     |
| 4e                                     | Neilson Powless                        | États-Unis                             | EF Education-EasyPost                  | 13                                     |
| 5e                                     | Tadej Pogačar                          | Slovénie                               | UAE Team Emirates                      | 11                                     |
| 6e                                     | Jonas Vingegaard                       | Danemark                               | Jumbo-Visma                            | 10                                     |
| 7e                                     | Geraint Thomas                         | Grande-Bretagne                        | Ineos Grenadiers                       | 9                                      |
| 8e                                     | Enric Mas                              | Espagne                                | Movistar                               | 8                                      |
| 9e                                     | Sepp Kuss                              | États-Unis                             | Jumbo-Visma                            | 7                                      |
| 10e                                    | Giulio Ciccone                         | Italie                                 | Trek-Segafredo                         | 6                                      |
| 11e                                    | Romain Bardet                          | France                                 | Team DSM                               | 5                                      |
| 12e                                    | Adam Yates                             | Grande-Bretagne                        | Ineos Grenadiers                       | 4                                      |
| 13e                                    | David Gaudu                            | France                                 | Groupama-FDJ                           | 3                                      |
| 14e                                    | Nairo Quintana                         | Colombie                               | Arkéa-Samsic                           | 2                                      |
| 15e                                    | Steven Kruijswijk                      | Pays-Bas                               | Jumbo-Visma                            | 1                                      |
| modifier                               |                                        |                                        |                                        |                                        |

### Cols et côtes
| Col du Galibier (km 33,2) Hors catégorie (23,0 km à 5,1 %) | Col du Galibier (km 33,2) Hors catégorie (23,0 km à 5,1 %) | Col du Galibier (km 33,2) Hors catégorie (23,0 km à 5,1 %) | Col du Galibier (km 33,2) Hors catégorie (23,0 km à 5,1 %) | Col du Galibier (km 33,2) Hors catégorie (23,0 km à 5,1 %) |
| ---------------------------------------------------------- | ---------------------------------------------------------- | ---------------------------------------------------------- | ---------------------------------------------------------- | ---------------------------------------------------------- |
|                                                            | Coureur                                                    | Pays                                                       | Équipe                                                     | Point(s)                                                   |
| 1er                                                        | Anthony Perez                                              | France                                                     | Cofidis                                                    | 20                                                         |
| 2e                                                         | Giulio Ciccone                                             | Italie                                                     | Trek-Segafredo                                             | 15                                                         |
| 3e                                                         | Louis Meintjes                                             | Afrique du Sud                                             | Intermarché-Wanty-Gobert Matériaux                         | 12                                                         |
| 4e                                                         | Neilson Powless                                            | États-Unis                                                 | EF Education-EasyPost                                      | 10                                                         |
| 5e                                                         | Nélson Oliveira                                            | Portugal                                                   | Movistar                                                   | 8                                                          |
| 6e                                                         | Sebastian Schönberger                                      | Autriche                                                   | B&B Hotels-KTM                                             | 6                                                          |
| 7e                                                         | Kobe Goossens                                              | Belgique                                                   | Intermarché-Wanty-Gobert Matériaux                         | 4                                                          |
| 8e                                                         | Matis Louvel                                               | France                                                     | Arkéa-Samsic                                               | 2                                                          |
| modifier                                                   |                                                            |                                                            |                                                            |                                                            |

| Col de la Croix-de-Fer (km 110,6) Hors catégorie (29,0 km à 5,2 %) | Col de la Croix-de-Fer (km 110,6) Hors catégorie (29,0 km à 5,2 %) | Col de la Croix-de-Fer (km 110,6) Hors catégorie (29,0 km à 5,2 %) | Col de la Croix-de-Fer (km 110,6) Hors catégorie (29,0 km à 5,2 %) | Col de la Croix-de-Fer (km 110,6) Hors catégorie (29,0 km à 5,2 %) |
| ------------------------------------------------------------------ | ------------------------------------------------------------------ | ------------------------------------------------------------------ | ------------------------------------------------------------------ | ------------------------------------------------------------------ |
|                                                                    | Coureur                                                            | Pays                                                               | Équipe                                                             | Point(s)                                                           |
| 1er                                                                | Giulio Ciccone                                                     | Italie                                                             | Trek-Segafredo                                                     | 20                                                                 |
| 2e                                                                 | Neilson Powless                                                    | États-Unis                                                         | EF Education-EasyPost                                              | 15                                                                 |
| 3e                                                                 | Louis Meintjes                                                     | Afrique du Sud                                                     | Intermarché-Wanty-Gobert Matériaux                                 | 12                                                                 |
| 4e                                                                 | Christopher Froome                                                 | Grande-Bretagne                                                    | Israel-Premier Tech                                                | 10                                                                 |
| 5e                                                                 | Tom Pidcock                                                        | Grande-Bretagne                                                    | Ineos Grenadiers                                                   | 8                                                                  |
| 6e                                                                 | Anthony Perez                                                      | France                                                             | Cofidis                                                            | 6                                                                  |
| 7e                                                                 | Kobe Goossens                                                      | Belgique                                                           | Intermarché-Wanty-Gobert Matériaux                                 | 4                                                                  |
| 8e                                                                 | Sebastian Schönberger                                              | Autriche                                                           | B&B Hotels-KTM                                                     | 2                                                                  |
| modifier                                                           |                                                                    |                                                                    |                                                                    |                                                                    |

| \| Alpe d'Huez (km 165,1) Hors catégorie (13,8 km à 8,1 %) \| Alpe d'Huez (km 165,1) Hors catégorie (13,8 km à 8,1 %) \| Alpe d'Huez (km 165,1) Hors catégorie (13,8 km à 8,1 %) \| Alpe d'Huez (km 165,1) Hors catégorie (13,8 km à 8,1 %) \| Alpe d'Huez (km 165,1) Hors catégorie (13,8 km à 8,1 %) \| \| ------------------------------------------------------- \| ------------------------------------------------------- \| ------------------------------------------------------- \| ------------------------------------------------------- \| ------------------------------------------------------- \| \| \| Coureur \| Pays \| Équipe \| Point(s) \| \| 1er \| Tom Pidcock \| Grande-Bretagne \| Ineos Grenadiers \| 20 \| \| 2e \| Louis Meintjes \| Afrique du Sud \| Intermarché-Wanty-Gobert Matériaux \| 15 \| \| 3e \| Christopher Froome \| Grande-Bretagne \| Israel-Premier Tech \| 12 \| \| 4e \| Neilson Powless \| États-Unis \| EF Education-EasyPost \| 10 \| \| 5e \| Tadej Pogačar \| Slovénie \| UAE Team Emirates \| 8 \| \| 6e \| Jonas Vingegaard \| Danemark \| Jumbo-Visma \| 6 \| \| 7e \| Geraint Thomas \| Grande-Bretagne \| Ineos Grenadiers \| 4 \| \| 8e \| Enric Mas \| Espagne \| Movistar \| 2 \| \| modifier \| \| \| \| \| |                    |                 |                                    |          |
| Alpe d'Huez (km 165,1) Hors catégorie (13,8 km à 8,1 %) |                    |                 |                                    |          |
| | Coureur            | Pays            | Équipe                             | Point(s) |
| 1er | Tom Pidcock        | Grande-Bretagne | Ineos Grenadiers                   | 20       |
| 2e | Louis Meintjes     | Afrique du Sud  | Intermarché-Wanty-Gobert Matériaux | 15       |
| 3e | Christopher Froome | Grande-Bretagne | Israel-Premier Tech                | 12       |
| 4e | Neilson Powless    | États-Unis      | EF Education-EasyPost              | 10       |
| 5e | Tadej Pogačar      | Slovénie        | UAE Team Emirates                  | 8        |
| 6e | Jonas Vingegaard   | Danemark        | Jumbo-Visma                        | 6        |
| 7e | Geraint Thomas     | Grande-Bretagne | Ineos Grenadiers                   | 4        |
| 8e | Enric Mas          | Espagne         | Movistar                           | 2        |
| modifier |                    |                 |                                    |          |

### Prix de la combativité
- Tom Pidcock (Ineos Grenadiers )

## Classements à l'issue de l'étape

### Classement général
| Classement général | Classement général | Classement général | Classement général | Classement général  |
|                    | Coureur            | Pays               | Équipe             | Temps               |
| ------------------ | ------------------ | ------------------ | ------------------ | ------------------- |
| 1er                | Jonas Vingegaard   | Danemark           | Jumbo-Visma        | en 46 h 28 min 46 s |
| 2e                 | Tadej Pogačar      | Slovénie           | UAE Team Emirates  | + 2 min 22 s        |
| 3e                 | Geraint Thomas     | Grande-Bretagne    | Ineos Grenadiers   | + 2 min 26 s        |
| 4e                 | Romain Bardet      | France             | Team DSM           | + 2 min 35 s        |
| 5e                 | Adam Yates         | Grande-Bretagne    | Ineos Grenadiers   | + 3 min 44 s        |
| 6e                 | Nairo Quintana     | Colombie           | Arkéa-Samsic       | + 3 min 58 s        |
| 7e                 | David Gaudu        | France             | Groupama-FDJ       | + 4 min 7 s         |
| 8e                 | Tom Pidcock        | Grande-Bretagne    | Ineos Grenadiers   | + 7 min 39 s        |
| 9e                 | Enric Mas          | Espagne            | Movistar           | + 9 min 32 s        |
| 10e                | Aleksandr Vlasov   | Bannière neutre    | Bora-Hansgrohe     | + 10 min 6 s        |
| modifier           |                    |                    |                    |                     |

| Classement par points | Classement par points | Classement par points | Classement par points   | Classement par points |
| --------------------- | --------------------- | --------------------- | ----------------------- | --------------------- |
|                       | Coureur               | Pays                  | Équipe                  | Point(s)              |
| 1er                   | Wout van Aert         | Belgique              | Jumbo-Visma             | 313 points            |
| 2e                    | Tadej Pogačar         | Slovénie              | UAE Team Emirates       | 159 pts               |
| 3e                    | Fabio Jakobsen        | Pays-Bas              | Quick-Step Alpha Vinyl  | 155 pts               |
| 4e                    | Magnus Cort Nielsen   | Danemark              | EF Education-EasyPost   | 129 pts               |
| 5e                    | Jasper Philipsen      | Belgique              | Alpecin-Deceuninck      | 116 pts               |
| 6e                    | Christophe Laporte    | France                | Jumbo-Visma             | 114 pts               |
| 7e                    | Jonas Vingegaard      | Danemark              | Jumbo-Visma             | 96 pts                |
| 8e                    | Peter Sagan           | Slovaquie             | TotalEnergies           | 86 pts                |
| 9e                    | Simon Clarke          | Australie             | Israel-Premier Tech     | 72 pts                |
| 10e                   | Michael Matthews      | Australie             | Team BikeExchange-Jayco | 68 pts                |
| modifier              |                       |                       |                         |                       |

| Classement du meilleur grimpeur | Classement du meilleur grimpeur | Classement du meilleur grimpeur | Classement du meilleur grimpeur    | Classement du meilleur grimpeur |
| ------------------------------- | ------------------------------- | ------------------------------- | ---------------------------------- | ------------------------------- |
|                                 | Coureur                         | Pays                            | Équipe                             | Point(s)                        |
| 1er                             | Simon Geschke                   | Allemagne                       | Cofidis                            | 43 points                       |
| 2e                              | Louis Meintjes                  | Afrique du Sud                  | Intermarché-Wanty-Gobert Matériaux | 39 pts                          |
| 3e                              | Jonas Vingegaard                | Danemark                        | Jumbo-Visma                        | 36 pts                          |
| 4e                              | Giulio Ciccone                  | Italie                          | Trek-Segafredo                     | 35 pts                          |
| 5e                              | Pierre Latour                   | France                          | TotalEnergies                      | 35 pts                          |
| 6e                              | Neilson Powless                 | États-Unis                      | EF Education-EasyPost              | 35 pts                          |
| 7e                              | Warren Barguil                  | France                          | Arkéa-Samsic                       | 30 pts                          |
| 8e                              | Tom Pidcock                     | Grande-Bretagne                 | Ineos Grenadiers                   | 28 pts                          |
| 9e                              | Anthony Perez                   | France                          | Cofidis                            | 26 pts                          |
| 10e                             | Tadej Pogačar                   | Slovénie                        | UAE Team Emirates                  | 26 pts                          |
| modifier                        |                                 |                                 |                                    |                                 |

| Classement général du meilleur jeune | Classement général du meilleur jeune | Classement général du meilleur jeune | Classement général du meilleur jeune | Classement général du meilleur jeune |
|                                      | Coureur                              | Pays                                 | Équipe                               | Temps                                |
| ------------------------------------ | ------------------------------------ | ------------------------------------ | ------------------------------------ | ------------------------------------ |
| 1er                                  | Tadej Pogačar                        | Slovénie                             | UAE Team Emirates                    | en 46 h 31 min 8 s                   |
| 2e                                   | Tom Pidcock                          | Grande-Bretagne                      | Ineos Grenadiers                     | + 5 min 17 s                         |
| 3e                                   | Brandon McNulty                      | États-Unis                           | UAE Team Emirates                    | + 53 min 45 s                        |
| 4e                                   | Matteo Jorgenson                     | États-Unis                           | Movistar                             | + 1 h 0 min 4 s                      |
| 5e                                   | Andreas Leknessund                   | Norvège                              | Team DSM                             | + 1 h 4 min 3 s                      |
| 6e                                   | Kevin Geniets                        | Luxembourg                           | Groupama-FDJ                         | + 1 h 7 min 4 s                      |
| 7e                                   | Michael Storer                       | Australie                            | Groupama-FDJ                         | + 1 h 17 min 23 s                    |
| 8e                                   | Georg Zimmermann                     | Allemagne                            | Intermarché-Wanty-Gobert Matériaux   | + 1 h 20 min 28 s                    |
| 9e                                   | Fred Wright                          | Grande-Bretagne                      | Bahrain Victorious                   | + 1 h 39 min 34 s                    |
| 10e                                  | Matis Louvel                         | France                               | Arkéa-Samsic                         | + 1 h 46 min 2 s                     |
| modifier                             |                                      |                                      |                                      |                                      |

| Classement par équipes | Classement par équipes | Classement par équipes | Classement par équipes |
|                        | Équipe                 | Pays                   | Temps                  |
| ---------------------- | ---------------------- | ---------------------- | ---------------------- |
| 1re                    | Ineos Grenadiers       | Grande-Bretagne        | en 139 h 30 min 39 s   |
| 2e                     | Jumbo-Visma            | Pays-Bas               | + 15 min 46 s          |
| 3e                     | Groupama-FDJ           | France                 | + 44 min 35 s          |
| 4e                     | UAE Team Emirates      | Émirats arabes unis    | + 59 min 20 s          |
| 5e                     | Bora-Hansgrohe         | Allemagne              | + 1 h 30 min 29 s      |
| 6e                     | Arkéa-Samsic           | France                 | + 1 h 37 min 48 s      |
| 7e                     | Movistar               | Espagne                | + 1 h 42 min 19 s      |
| 8e                     | Bahrain Victorious     | Bahreïn                | + 1 h 48 min 16 s      |
| 9e                     | Team DSM               | Pays-Bas               | + 1 h 57 min 5 s       |
| 10e                    | Cofidis                | France                 | + 2 h 9 min 1 s        |
| modifier               |                        |                        |                        |

## Abandons
Aucun abandon.